# La hoz y el Martínez
La hoz y el Martínez es una película cómica española estrenada en 1985, escrita y dirigida por Álvaro Sáenz de Heredia y protagonizada por Andrés Pajares y Silvia Tortosa.

## Sinopsis
En Madrid se está celebrando una Conferencia de Paz, en la que soviéticos y estadounidenses han llegado a un principio de acuerdo para la firma de un tratado bilateral de desarme nuclear. El delegado soviético es herido en un atentado, y con ello peligra el devenir de las negociaciones. El embajador de su país y la traductora de su delegación deciden que alguien le suplante para ocultar el incidente. El elegido es Juan Martínez, un fontanero madrileño que guarda un parecido asombroso con el diplomático.

## Reparto
- Andrés Pajares ... Juan Martínez / Joseph Nicolajev
- Silvia Tortosa ... Anna Petrovna Borodina
- Gérard Tichy ...	Dimitri Vasilievich
- Jack Taylor ... Comisario ruso
- Javier Loyola
- José Lifante ... Traductor
- Mimí Muñoz ... Tía de Juan
- Paco de Osca ... Camarada en autobús
- Rafael Hernández ... Antonio 'Pocholo'
- Ángel Ter
- Frank Sussman
- Dennis Vaughan
- María Álvarez
- Coral Pellicer
- Marta Puig
- Mari Carmen Alvarado
- José Yepes
- Tony Valento
- Jesús Fernández
- Emilio Fornet	...	Anciano del pueblo
- Adriano Domínguez
- Ángel Gonzálvez
- Frank Clement
- Francisco Andrés Valdivia
- Luis Bar Boo
- Ray Rolland
- José Antonio Rico
- Charly Bravo
- José Antonio Plaza
- Carlos Lucas ... Cliente de prostituta